# Corvus ossifragus
Il corvo pescatore (Corvus ossifragus Wilson, 1812) è un uccello passeriforme della famiglia Corvidae.
La specie è caratterizzata dall'inusuale resistenza al virus del Nilo occidentale, che sta avendo un impatto piuttosto forte sulle popolazioni di corvidi americani.

## Etimologia
Il nome scientifico della specie, ossifragus, deriva dal latino e significa "rompitore di ossa" (dall'unione di os, "osso", e frangere, "rompere").

## Descrizione

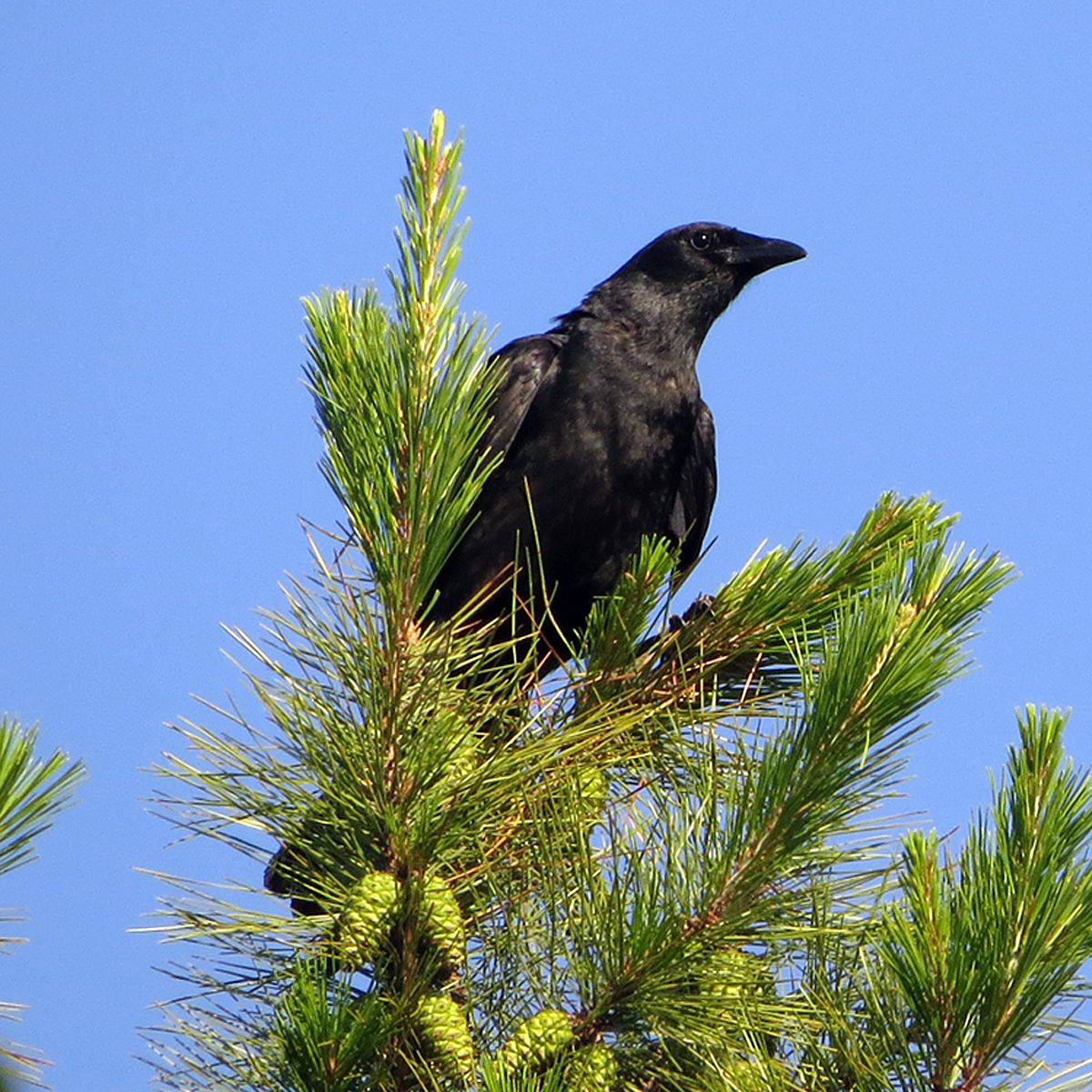
Esemplare tra le fronde di un pino.

### Dimensioni
Misura 36-41 cm di lunghezza, per 195-332 g di peso: a parità d'età, i maschi sono più grossi e pesanti rispetto alle femmine anche di un terzo.

### Aspetto
Si tratta di uccelli dall'aspetto robusto e slanciato, muniti di testa squadrata con fronte sfuggente, becco piuttosto corto e sottile (se paragonato alle altre specie di corvo), conico e dall'estremità lievemente adunca, mentre il collo è robusto, le ali lunghe e digitate, le zampe forti e la coda piuttosto lunga.

Nel complesso, il corvo pescatore è molto simile all'affine cornacchia americana, con la quale vive in simpatria e dalla quale risulta piuttosto difficile da distinguere: nel complesso, le due specie possono essere dfferenziate per la taglia media leggermente minore del corvo pescatore, che mostra inoltre becco più sottile e dalla punta maggiormente adunca, zampe in proporzione più corte e piumaggio dall'aspetto nel complesso più lucido e brillante.
Il piumaggio si presenta interamente di colore nero, lucido e di consistenza vellutata: su testa, ali e coda sono presenti riflessi metallici azzurro-bluastri, che divengono verdastri nell'area pettorale e ventrale, molto ben evidenti quando l'animale si trova in luce diretta.

I due sessi sono del tutto simili nella colorazione: i maschi sono però più grossi e pesanti rispetto alle femmine.
Il becco e le zampe sono di colore nero: gli occhi sono invece di colore bruno scuro.

## Biologia

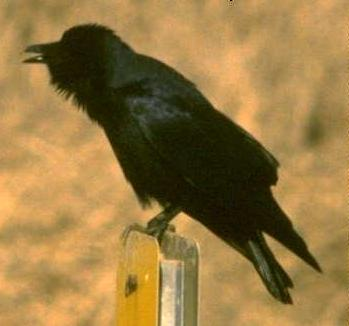
Esemplare vocalizza in natura.

Il corvo pescatore è un uccello dalle abitudini di vita diurne e moderatamente gregarie: questi uccelli, infatti, passano gran parte della mattinata e del primo pomeriggio alla ricerca di cibo al suolo o nell'acqua bassa (utilizzando le zampe, e non il becco, per recuperare il cibo dal fondale basso), muovendosi da soli, in coppie o in gruppetti di poche unità, che verso sera si radunano fra i rami degli alberi per passare la notte al riparo dalle intemperie e da eventuali predatori.
Sebbene si tratti di uccelli vocali, come tutti i corvidi, il loro repertorio vocale è piuttosto limitato, comprendendo circa 9 vocalizzazioni identificate finora, la più comune delle quali è il richiamo di contatto acuto e nasale.

### Alimentazione

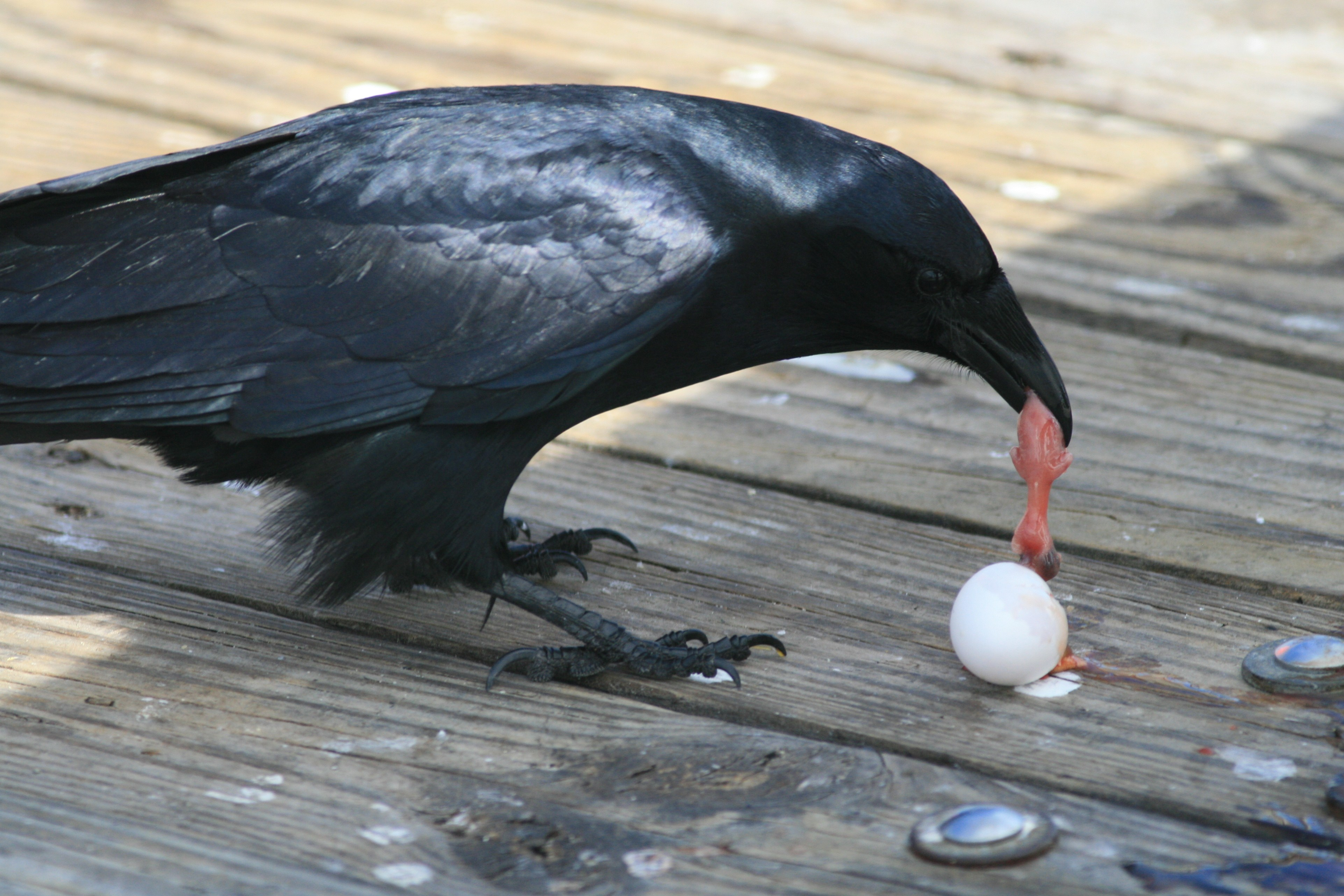
Esemplare depreda un nido nel sud della Florida.

Il corvo pescatore è un uccello onnivoro e opportunista, che si ciba di qualsiasi cosa commestibile sia in grado di reperire durante la ricerca del cibo.
Quest'ultima avviene principalmente al suolo o nell'acqua bassa: i corvi pescatori si nutrono di una varietà di frutti di mare (molluschi, bivalvi ed echinodermi), mentre a dispetto del nome comune non sono soliti pescare attivamente i pesci, ma preferiscono alimentarsi degli esemplari morti portati a riva dalle onde o di quelli rimasti intrappolati nelle pozze di marea. Questi uccelli si cibano inoltre di una varietà di invertebrati e piccoli vertebrati, anche terrestri, nonché quando disponibili di semi e granaglie, frutta e bacche: nelle aree antropizzate, inoltre, essi sono assidui frequentatori di bidoni dell'immondizia e discariche, dove beneficiando dell'ampia disponibilità di cibo.

### Riproduzione
Si tratta di uccelli monogami, la cui stagione riproduttiva va dalla fine di marzo agli inizi di agosto.
Il nido viene costruito da ambedue i partner fra i rami di un albero: a forma di coppa, esso viene edificato intrecciando rametti e fibre vegetali, e foderando l'interno con materiale più soffice. Sebbene le coppie difendano i dintorni del nido dagli intrusi, i corvi pescatori tendono a posizionare i nidi su alberi vicini fra loro, in piccole colonie.

All'interno del nido, la femmina depone 3-5 uova di colore azzurrino con screziature bruno-olivastre, che provvede a covare da sola (col maschio che staziona di guardia nei pressi del nido, occupandosi inoltre di reperire il cibo per sé e per la compagna) per circa 18 giorni, al termine dei quali schiudono pulli ciechi e quasi del tutto implumi.

I nidiacei vengono imbeccati ed accuditi da ambedue i genitori: in tal modo, essi cominciano a tentare l'involo attorno al mese di vita, pur rendendosi indipendenti (ma continuando a rimanere coi genitori nell'ambito del gruppo d'appartenenza ancora a lungo) dopo almeno un altro mese.

## Distribuzione e habitat

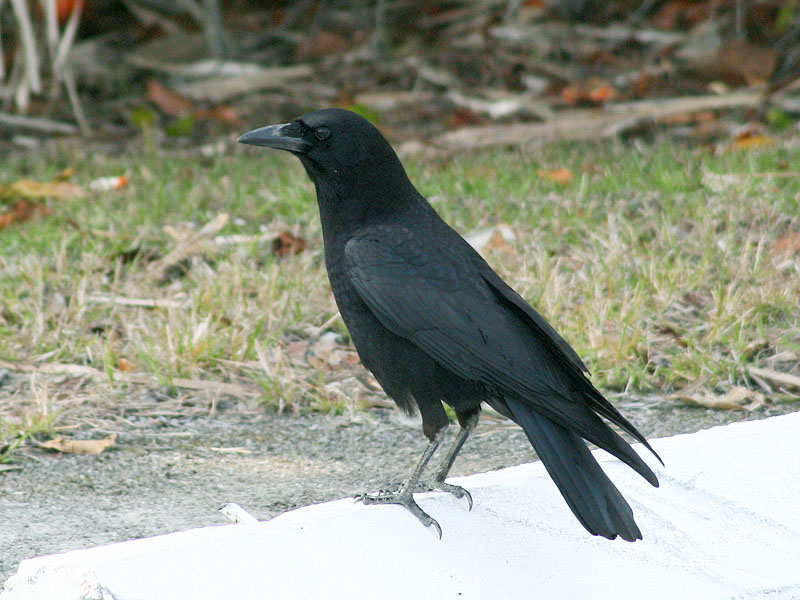
Esemplare nelle Everglades.

Il corvo pescatore è diffuso negli Stati Uniti, dei quali popola tutta la fascia costiera orientale, nella East Coast e nella costa del Golfo: il suo areale, infatti, si estende dal Rhode Island (sebbene essi possano essere osservati a nord fino al Maine sud-orientale) alla Florida, e da qui ad est fino al confine fra Texas e Louisiana.

La specie è considerata stanziale nell'ambito del suo areale: tuttavia, i corvi pescatori mostrano una spiccata motilità, ancora poco studiata, spingendosi verso l'interno dell'areale lungo i bacini dei fiumi maggiori fino a Oklahoma, Kansas, Missouri, Illinois e Indiana.
Questi uccelli sono molto legati all'acqua: il loro habitat è rappresentato dalle aree costiere marittime e fluviali, paludi, laghi e dalle aree immediatamente all'interno di quelle sopraccitate. Essi frequentano inoltre le aree antropizzate, spingendosi negli insediamenti costieri per approfittare dell'aumentata disponibilità di cibo.